# Neil-parabola

Neil-parabolák különböző a értékekre

A Neil-parabola síkgörbe, algebrai görbe.

## Egyenletei
Egyenlete derékszögű koordináta-rendszerben:
{\displaystyle y^{2}=ax^{3}\,}
A görbe paraméteres alakja:
{\displaystyle {\Bigg \{}{\begin{aligned}&x=t^{2}\\&y=at^{3}\\\end{aligned}}\ -\infty <t<\infty }
Polárkoordinátás egyenlete:
{\displaystyle r={\frac {\operatorname {tg} ^{2}\,\varphi \sec \varphi }{a}}}

## Tulajdonságai
A parabola evolutája a Neil-parabola egy speciális, x irányba eltolt esete:
{\displaystyle x={3 \over 4}(2y)^{2 \over 3}+{1 \over 2}.},
mely egyenlet így is írható:
{\displaystyle {\Big (}x-{\frac {1}{2}}{\Big )}^{3}=3y^{2}}
A Neil-parabola görbülete egy adott pontban:
{\displaystyle g={\frac {6a}{{\sqrt {x}}(4+9a^{2}x)^{3/2}}}}
A görbe ívhossza a {\displaystyle (0,0)\,} ponttól az {\displaystyle x\,} abszcisszájú pontig:
{\displaystyle l={\frac {(4+9a^{2}x)^{3/2}-8}{27a^{2}}}}

## Története
A Neil-parabolát William Neil (1637–1670) angol matematikus fedezte fel 1657-ben. Egyedülálló tulajdonsága, hogy egy Neil-parabola alakú lejtőn legördülő golyó egyenlő időintervallumok alatt egyenlő távolságot fut be. Ez volt az első görbe, melynek ívhosszát meghatározták.

## Külső hivatkozások
- Weisstein, Eric W.: Neil-parabola (angol nyelven). Wolfram MathWorld
- Neil-parabola Archiválva 2010. június 20-i dátummal a Wayback Machine-ben, PlanetMath.org (angolul)